# Benin

Położenie Beninu w Afryce

Benin (do 1975 pod nazwą Dahomej), oficjalnie Republika Beninu – państwo w Afryce nad Zatoką Gwinejską. Graniczy z Burkina Faso, Nigrem, Nigerią i Togo, członek Unii Afrykańskiej i ECOWAS.

## Historia
Począwszy od XIII wieku na tereny te zaczęły napływać ludy Adża. Powstało wtedy kilka małych państw, z których pierwsze pojawiły się na wybrzeżu. Były to Allada i Ouidah. W XV wieku obszar ten odkryli Portugalczycy. Od XVII wieku na wybrzeżu faktorie i forty budowała Francja, Anglia i Niemcy. Państwa Adża utrzymywały z przybyszami kontakty handlowe, sprzedawały głównie niewolników. W drugiej połowie XVII wieku najważniejszą siłą polityczną w tym rejonie stał się Dahomej. W ciągu XVIII wieku Dahomej podporządkował sobie małe państwa ludu Adża i zmonopolizował handel z Europejczykami. Od połowy XIX wieku wskutek zakazu handlu niewolnikami zmianom uległa gospodarka Dahomeju. Niewolnicy zatrudnieni zostali na plantacjach władcy.
W 1851 roku Dahomej podpisał traktat handlowy z Francją. W 1890 roku w wyniku traktatu Dahomej oddał Kotonu i Porto-Novo pod francuski protektorat. Dahomej sprzeciwiał się dalszemu poszerzaniu wpływów Francji. Opór zakończył się karną ekspedycją Francji w 1892 roku. W 1894 roku Dahomej stał się kolonią, a w 1904 roku został przyłączony do Francuskiej Afryki Zachodniej. W trakcie kolonialnych rządów dobrze rozwinęło się szkolnictwo, w wyniku czego powstała dość liczna wykształcona elita. W 1915 i 1923 miały miejsce powstania antyfrancuskie. Po 1945 roku narastał ruch wyzwoleńczy. W 1957 roku Francja została zmuszona do dopuszczenia do udziału w rządzie przedstawicieli ludności tubylczej, a w 1958 uznała Dahomej za republikę autonomiczną w ramach Wspólnoty Francuskiej. Pełna niepodległość ogłoszona została w 1960 roku.
Pierwszym prezydentem republiki został Hubert Maga. W 1963 roku wojsko obaliło go w wyniku puczu. Przez kolejne dziewięć lat doszło do kilku następnych zamachów. W 1972 roku polityczny chaos zakończył przewrót majora Mathieu Kérékou. W 1974 roku ogłosił on obowiązywanie w kraju orientacji marksistowskiej a rok później zmienił nazwę kraju na Ludowa Republika Beninu. W republice ludowej pełnię władzy sprawowała Partia Ludowej Rewolucji, z Kérékou jako przewodniczącym. Nowy rząd znacząco zreformował politykę gospodarczą i przeprowadził nacjonalizację najważniejszych przedsiębiorstw, szkolnictwa i banków. W 1980 roku Kérékou został prezydentem. W 1989 roku po wcześniejszych niepokojach społecznych i gospodarczych ruszył proces demokratyzacji. W 1990 roku wprowadzono system wielopartyjny, z nazwy państwa usunięto termin „Ludowa”. Pierwsze wolne wybory w 1991 roku wygrał opozycjonista Nicéphore Soglo. Nieudolna polityka gospodarcza Soglo doprowadziła do powrotu do władzy Kérékou. Były dyktator wygrał wybory prezydenckie w 1996 i 2001 roku. Wybory w 2006 i 2011 zwyciężył liberalny ekonomista Yayi Boni. Benin stanowi rzadki w Afryce przykład udanego przejścia do demokracji.
W 2016 roku w Beninie zniesiono karę śmierci za wszystkie przestępstwa.

## Podział administracyjny
Kraj podzielony jest na 12 departamentów. Do 1999 było ich 6.

## Geografia
Północną część kraju pokrywa sawanna z akacjami i baobabami, natomiast na wybrzeżu rosną namorzyny. Wewnątrz kraju występują lasy suche, okresowo zrzucające liście. Zdarzają się również enklawy wilgotnych, wiecznie zielonych lasów. Tutejsze parki narodowe, tj. Pendjari i W du Niger, rezerwaty dzikich zwierząt reprezentowane przez takie gatunki jak m.in. lamparty, antylopy, słonie, hieny i wiele gatunków małp, stanowią dużą atrakcję turystyczną.

## Miasta
Poniższa tabela przedstawia największe miasta Beninu (ludność powyżej 50 tys. mieszkańców) według spisu ludności z 11 maja 2013 roku:
| Lp. | Miasto        | Departament | Liczba mieszkańców (w 2013 roku) |
| --- | ------------- | ----------- | -------------------------------- |
| 1   | Kotonu        | Littoral    | 679 012                          |
| 2   | Porto-Novo    | Ouémé       | 264 320                          |
| 3   | Parakou       | Borgou      | 255 478                          |
| 4   | Godomey       | Atlantique  | 253 262                          |
| 5   | Abomey-Calavi | Atlantique  | 117 824                          |
| 6   | Djougou       | Donga       | 94 773                           |
| 7   | Bohicon       | Zou         | 93 744                           |
| 8   | Ekpé          | Ouémé       | 75 313                           |
| 9   | Abomey        | Zou         | 67 885                           |
| 10  | Nikki         | Borgou      | 66 109                           |
| 11  | Malanville    | Alibori     | 64 639                           |
| 12  | Kandi         | Alibori     | 56 043                           |
| 13  | Kérou         | Atacora     | 54 276                           |
| 14  | Natitingou    | Atacora     | 53 284                           |

## Gospodarka
Benin to kraj rolniczy z przewagą gospodarstw karłowatych. Uprawy dające produkty eksportowe – olej palmowy i kakao – prowadzi się w wilgotniejszej, gęściej zaludnionej części południowej państwa. Miasto Kotonu jest portem i ośrodkiem przemysłowym. Główne towary eksportowe, to: bawełna, orzechy nerkowca, masło shea i tkaniny, a główne importowe to artykuły spożywcze, produkty naftowe i środki produkcji.

## Transport

Sieć kolejowa Beninu

### Infrastruktura kolejowa
Długość używanych linii kolejowych: 438 km o szerokości 1000 mm
Otwarta sieć kolejowa Beninu składa się z dwóch tras:
- Porto-Novo – Parakou
- Otwarty ponownie w 1999 roku odcinek Porto-Novo – Kotonu

### Infrastruktura drogowa
- Łączna długość dróg: 16 000 km[1]

Przez teren Beninu przebiega planowana Trans–West African Coastal Highway. Po ukończeniu budowy wszystkich mostów zapewni połączenie państw ECOWAS utwardzoną drogą.

## Kultura
Paolo Valente, Opowieści szeptane przez wiatr, , Wydawnictwo WAM, Kraków 2008

### Święta państwowe
| Data            | Polska nazwa                       | Oryginalna nazwa          |
| --------------- | ---------------------------------- | ------------------------- |
| 1 stycznia      | Nowy Rok                           | –                         |
| 10 stycznia     | Dzień Suwerenności Państwowej      | –                         |
| 2 lutego        | –                                  | Eid-ul-Adha (ruchome)     |
| 12 kwietnia     | Poniedziałek Wielkanocny (ruchome) | –                         |
| 2 maja          | Urodziny Proroka                   | Eid-Milad Nnabi (ruchome) |
| 20 maja         | Wniebowstąpienie                   | –                         |
| 1 sierpnia      | Dzień Niepodległości               | –                         |
| 15 sierpnia     | Wniebowzięcie (ruchome)            | –                         |
| 26 października | Dzień Sił Zbrojnych                | –                         |
| 1 listopada     | Wszystkich Świętych                | –                         |
| 14 listopada    | Koniec ramadanu (ruchome)          | –                         |
| 25 grudnia      | Boże Narodzenie                    | –                         |

## Społeczeństwo

### Przeciętna długość życia
Mężczyźni - 60 lat, 8 miesięcy
Kobiety -  64 lat, 6 miesięcy

### Użytkownicy Internetu
Średnio 340 osób na 1000 ma dostęp do Internetu.

### Struktura etniczna
| Grupa etniczna                 | Język          | Liczebność w tys. | Procent ludności |
| ------------------------------ | -------------- | ----------------- | ---------------- |
| Fonowie (Gbe)                  | Język fon      | 2 520             | 22,12%           |
| Hausa                          | Język hausa    | 1 086             | 9,53%            |
| Aja (Gbe)                      | Język aja      | 779               | 6,84%            |
| Bariba                         | Język bariba   | 744               | 6,53%            |
| Ayizo (Gbe)                    | Język ayizo    | 622               | 5,46%            |
| Borgu (Fulanie)                | Język borgu    | 470               | 4,13%            |
| Temba (Gur)                    | Język yom      | 444               | 3,9%             |
| Egun (Gbe)                     | Język gun      | 423               | 3,71%            |
| Ede Nago (Joruba)              | Język ede      | 338               | 2,97%            |
| Maxi (Gbe)                     | Język maxi     | 283               | 2,48%            |
| Saxwe (Gbe)                    | Język saxwe    | 231               | 2,03%            |
| Weme (Gbe)                     | Język weme     | 223               | 1,96%            |
| Xwla Wschodni i Zachodni (Gbe) | Język xwla     | 212               | 1,86%            |
| Dendi (Songhajowie)            | Język dendi    | 211               | 1,85%            |
| Ede Idaca (Joruba)             | Język ede      | 174               | 1,53%            |
| Kotafon (Gbe)                  | Język kotafon  | 163               | 1,43%            |
| Ewe (Gbe)                      | Język ewe      | 149               | 1,31%            |
| Biali (Gur)                    | Język biali    | 128               | 1,12%            |
| Ede Ije (Joruba)               | Język ede      | 122               | 1,07%            |
| Boko (Mande)                   | Język boko     | 119               | 1,04%            |
| Ditamari (Gur)                 | Język ditamari | 116               | 1,02%            |

## Religijność
Struktura religijna w 2020 roku, według The ARDA:
- chrześcijaństwo – 43,5%:
  - katolicy – 23,7%
  - niezależne kościoły – 12,1%
  - protestanci – 10,3% (gł. zielonoświątkowcy i metodyści)
- tradycyjne religie plemienne – 28,5%
- islam – 27,6%
- brak religii – 0,24%
- bahaizm – 0,13%.

Liczba wyznawców lokalnych wierzeń jest zaniżona – wiele osób, które nominalnie identyfikują się jako chrześcijanie lub muzułmanie praktykują również tradycyjne religie.